# Список поселень бессарабських німців
Список поселень бессарабських німців містить найменування приблизно 150 німецьких населених пунктів в Бессарабії, із зазначенням року заснування, кількості жителів німецького походження та кількості не німецьких жителів у 1940 році .
Ці поселення були населені бессарабськими німцями до депортації на територію Нацистської Німеччини восени 1940 року. Приводом для депортації стала окупація Бессарабії  Радянським Союзом в середині 1940 року.

## Колишні німецькі поселення в Бессарабії
Хартоп ( " " Hartop " " ) |
Хіртенхайм ( " " Hirtenheim " " ) |
Люксембург ( " " Luxemburg " " ) |
Західніше Плачинди (зруйнований)

Хартоп ( " " Hartop " " ) |

Хіртенхайм ( " " Hirtenheim " " ) |

Люксембург ( " " Luxemburg " " ) |

Західніше Плачинди (зруйнований)

| Німецька назва                               | Рік заснування                        | Німецьке населення (1940) | Не німецьке населення (1940)        | Нинішня назва                               | Location                              |
| -------------------------------------------- | ------------------------------------- | ------------------------- | ----------------------------------- | ------------------------------------------- | ------------------------------------- |
| 1880                                         | 872                                   | 85                        | Нижня Албота                        | Тараклійський район, Молдавія               |                                       |
| Олександерфельд ("Alexanderfeld")            | 1908                                  | 696                       | 7                                   | Александерфельд                             | Кагульський район, Молдавія           |
| Олександрівка (Alexandrowka)                 | 1908                                  | 688                       | 173                                 | Бурлаку                                     | Кагульський район, Молдавія           |
|                                              | 1816                                  | 1549                      | 36                                  | Садове                                      | Арцизький район, Україна              |
| Альт-Онести (Alt-Onesti)                     | 1885                                  | 351                       | 20                                  | Онешти                                      | Хинчештський район, Молдавія          |
| Альт-Постталь (Alt-Posttal)                  | 1823                                  | 1564                      | 47                                  | Малоярославець Другий                       | Тарутинський район, Україна           |
| Андріївка (Andrejewka)                       | 1892                                  | 415                       | 8                                   | Андріївка                                   | Білгород-Дністровський район, Україна |
| Аннівка (Annowka)                            | 1908                                  | 425                       |                                     |                                             |                                       |
| Південно-східній Меняйлівки                  | Саратський район, Україна             |                           |                                     |                                             |                                       |
| Арциз (Arzis)                                | 1816                                  | 1789                      | 1222                                | Арциз                                       | Арцизький район, Україна              |
| Баймаклія (Baimaklia)                        | 1912                                  | 158                       |                                     |                                             |                                       |
| Баймаклія                                    | Кантемирський район, Молдавія         |                           |                                     |                                             |                                       |
| Баюш (Bajusch)                               | 1910                                  | 101                       | 6                                   | Беюш                                        | Лівський район, Молдавія              |
| Балабан (Balaban)                            | 1920                                  | 126                       | 8                                   | Балабану                                    | Тараклійський район, Молдавія         |
| Балакчелі (Balaktschelly)                    | 1899                                  | 189                       |                                     |                                             |                                       |
| Великорибальське                             | Білгород-Дністровський район, Україна |                           |                                     |                                             |                                       |
| Бальмас (Balmas)                             | 1886                                  | 366                       | 2                                   | Балмаз                                      | Новоаненський район, Молдавія         |
| Басирямка (Basyrjamka)                       | 1891                                  | 386                       | 6                                   | Базар'янка                                  | Білгород-Дністровський район, Україна |
| Бенкендорф (Benkendorf)                      | 1863                                  | 461                       | 9                                   | Південна частина Великомар'янівка           | Білгород-Дністровський район, Україна |
| Березина (Beresina)                          | 1815                                  | 2653                      | 314                                 | Соборне                                     | Болградський район, Україна           |
| Бергдорф (Bergdorf)                          | 1821                                  | 375                       |                                     |                                             |                                       |
| Казанджик                                    | Лівський район, Молдавія              |                           |                                     |                                             |                                       |
| Блументаль (Blumental)                       | 1881                                  | 180                       | 218                                 | Хиртоп                                      | Чимишлійський район, Молдавія         |
| Бородіно (Borodino)                          | 1814                                  | 2719                      | 44                                  | Бородіно                                    | Тарутинський район, Україна           |
| Братулені (Bratuleni)                        | 1896                                  | 52                        | 20                                  | Бретулень                                   | Ніспоренський район, Молдавія         |
| Брінне (Brienne)                             | 1816                                  | 1820                      | 23                                  | Південна частина Арциза                     | Арцизький район, Україна              |
| Демір-Хадші (Demir-Chadschi)                 | 1860                                  | 96                        | 3                                   | Зелена Балка                                | Арцизький район, Україна              |
| Денневиц (Dennewitz)                         | 1834                                  | 554                       | 28                                  | Прямобалка                                  | Арцизький район, Україна              |
| Ебенфельд (Ebenfeld)                         | 1914                                  | 255                       | 11                                  | Кимпул Дрепт                                | Лівський район, Молдавія              |
| Айхендорф (Eichendorf)                       | 1908                                  | 584                       | 15                                  | Дойна                                       | Кагульський район, Молдавія           |
| Айгенфельд (Eigenfeld)                       | 1880                                  | 688                       | 36                                  | Надія                                       | Саратський район, Україна             |
| Айгенгут-Шимке (Eigengut-Schimke)            | 1895                                  | 56                        |                                     |                                             |                                       |
| Західною Карналіївки (зруйнований)           | Білгород-Дністровський район, Україна |                           |                                     |                                             |                                       |
| Айгенхайм (Eigenheim)                        | 1861                                  | 572                       | 30                                  | Зеленівка                                   | Білгород-Дністровський район, Україна |
| Емменталь (Emmental)                         | 1886                                  | 790                       | 10                                  | Первомайськ                                 | Каушанський район, Молдавія           |
| Фройденфельд ( " " Freudenfeld " ")          | 1880                                  | 10                        | Більшість                           | Пшеничне                                    | Саратський район, Україна             |
| Фріденсфельд ("Friedensfeld")                | 1879                                  | 674                       | 28                                  | Мирнопілля                                  | Саратський район, Україна             |
| Фріденсталь (Friedenstal)                    | 1834                                  | 2194                      | 26                                  | Мирнопілля                                  | Арцизький район, Україна              |
| Фрідріксдорф (Friedrichsdorf)                | 1911                                  | 145                       | 9                                   | Миколаївка                                  | Кілійський район, Україна             |
| Фунду Сарацика (Fundu Saratzika)             | 1892                                  | 140                       | 270                                 | Серетика Ноуе                               | Лівський район, Молдавія              |
| Фюрстенфельд (Fürstenfeld)                   | 1895                                  | 837                       | 13                                  | Князівка                                    | Лівський район, Молдавія              |
| Глюксталь (Glückstal)                        | 1911                                  | 212                       |                                     |                                             |                                       |
| Глине                                        | Григоріопольський район, ПМР          |                           |                                     |                                             |                                       |
| Гнаденфельд (Gnadenfeld)                     | 1881                                  | 735                       | 23                                  | Благодатне                                  | Саратський район, Україна             |
| Гнаденхайм (Gnadenheim)                      | 1909                                  | 49                        |                                     |                                             |                                       |
| Західною Миколаївки (зруйнований)            | Тарутинський район, Україна           |                           |                                     |                                             |                                       |
| Гнаденталь (Gnadental)                       | 1830                                  | 1210                      | 35                                  | Долинівка                                   | Арцизький район, Україна              |
| Халле (Halle)                                | 1894                                  | 206                       |                                     |                                             |                                       |
| Північно-західній Зеленого (зруйнований)     | Білгород-Дністровський район, Україна |                           |                                     |                                             |                                       |
| Ханівка (Hannowka)                           | 1896                                  | 420                       |                                     |                                             |                                       |
| Аннівка                                      | Тарутинський район, Україна           |                           |                                     |                                             |                                       |
| 1924                                         | 100                                   |                           |                                     |                                             |                                       |
| Хиртоп                                       | Лівський район, Молдавія              |                           |                                     |                                             |                                       |
| Хеленівка (Helenowka)                        | 1895                                  | 314                       |                                     |                                             |                                       |
| Північніше Українки (зруйнований)            | Каушанський район, Молдавія           |                           |                                     |                                             |                                       |
| 1887                                         | 342                                   |                           |                                     |                                             |                                       |
| Чобанівка                                    | Новоаненський район, Молдавія         |                           |                                     |                                             |                                       |
| Хоффманнсфельд (Hoffmannsfeld)               | 1922                                  | 164                       | 95                                  | Роза                                        | Тарутинський район, Україна           |
| Хоффнунгсфельд (Hoffnungsfeld)               | 1864                                  | 307                       |                                     |                                             |                                       |
| Надеждовка                                   | Арцизький район, Україна              |                           |                                     |                                             |                                       |
| Хоффнунгсталь (Hoffnungstal)                 | 1842                                  | 1930                      | 59                                  | Схід Бородина (зруйнований)                 | Тарутинський район, Україна           |
| Якобсталь (Jakobstal)                        | 1873                                  | 498                       | 16                                  | Лазо                                        | Штефан-Водський район, Молдавія       |
| Яргара (Jargara)                             | 1882                                  | 240                       | Більшість                           | Яргара                                      | Лівський район, Молдавія              |
| Катеринівка (Jekaterinowka)                  | 1908                                  | 706                       | 44                                  | Катеринівка                                 | Чимишлійський район, Молдавія         |
| Йозефсдорф (Josefsdorf)                      | 1865                                  | 379                       |                                     |                                             |                                       |
| Плачинда                                     | Тарутинський район, Україна           |                           |                                     |                                             |                                       |
| Камчатка (Kamtschatka)                       | 1893                                  | 292                       | 5                                   | Західною Кочкуватого (зруйнований)          | Татарбунарський район, Україна        |
| Кашпалат (Kaschpalat)                        | 1911                                  | 286                       | 43                                  | Нові Каплани                                | Арцизький район, Україна              |
| Катлебуг (Katlebug)                          | 1895                                  | 390                       | 3                                   | Південніше Жовтого Яру (зруйнований)        | Татарбунарський район, Україна        |
| Кацбах (Katzbach)                            | 1821                                  | 1159                      |                                     |                                             |                                       |
| Лужанка                                      | Тарутинський район, Україна           |                           |                                     |                                             |                                       |
| Кетросі (Ketrossy)                           | 1912                                  | 237                       | 12                                  | Кетросу                                     | Новоаненський район, Молдавія         |
| Кизиль (Kisil)                               | 1909                                  | 223                       | 8                                   | Штефан-Воде                                 | Штефан-Водський район, Молдавія       |
| Клестиць (Klöstitz)                          | 1815                                  | 3212                      | 82                                  | Весела Долина                               | Тарутинський район, Україна           |
| Колачовка (Kolatschowka)                     | 1908                                  | 665                       | 10                                  | Калачівка                                   | Тарутинський район, Україна           |
|                                              | 1886                                  | 379                       | 155                                 | Пасічне (зруйнований)                       | Саратський район, Україна             |
| Червона (Krasna)                             | 1814                                  | 3511                      | 89                                  | Червоне                                     | Тарутинський район, Україна           |
| Кульм (Kulm)                                 | 1815                                  | 1711                      | 51                                  | Підгірне                                    | Тарутинський район, Україна           |
| Куруджійка (Kurudschika)                     | 1881                                  | 707                       |                                     |                                             |                                       |
| Сухувате                                     | Тарутинський район, Україна           |                           |                                     |                                             |                                       |
| Ларга (Larga)                                | 1891                                  | 110                       | 550                                 | Ларга                                       | Новоаненський район, Молдавія         |
| 1815                                         | 2302                                  | 290                       | Серпневе                            | Тарутинський район, Україна                 |                                       |
| Ліхтенталь (Lichtental)                      | 1834                                  | 2067                      | 95                                  | Світлодолинське                             | Саратський район, Україна             |
| Лунга (Lunga)                                | 1907                                  | 163                       | 7                                   | Північно-східний Петрівки (зруйнований)     | Тарутинський район, Україна           |
| 1929                                         | 83                                    | 7                         | Північніше Базар'янки (зруйнований) | Татарбунарський район, Україна              |                                       |
| Мальча (Maltscha)                            | 1911                                  | 8                         | 9                                   | Північніше Дмитрівки (зруйнований)          | Кілійський район, Україна             |
| Маннсбург ( " " Mannsburg " " )              | 1862                                  | 944                       | 34                                  | Олексіївка                                  | Білгород-Дністровський район, Україна |
| Манукбеївка (Manukbejewka)                   | 1893                                  | 672                       |                                     |                                             |                                       |
| Фрумушика                                    | Лівський район, Молдавія              |                           |                                     |                                             |                                       |
| Мараслінфельд (Maraslienfeld)                | 1880                                  | 962                       | 3                                   | Маразліївка                                 | Білгород-Дністровський район, Україна |
| Маринфельд (Marienfeld)                      | 1911                                  | 780                       | 32                                  | Марієнфелд                                  | Чимишлійський район, Молдавія         |
| Маринталь (Mariental)                        | 1925                                  | 583                       | 7                                   | Семенівка                                   | Хинчештський район, Молдавія          |
| Маріївка (Mariewka)                          | 1892                                  | 472                       | 24                                  | Верхня Мар'янівка                           | Каушанський район, Молдавія           |
| Матільдендорф (Mathildendorf)                | 1858                                  | 401                       | 12                                  | Матільдівка                                 | Тарутинський район, Україна           |
| Мінчуна (Mintschuna)                         | 1868                                  | 470                       | 14                                  | Слобідка                                    | Тарутинський район, Україна           |
| Мішені (Mischeny)                            | 1912                                  | 83                        |                                     |                                             |                                       |
| Мішени                                       | Лівський район, Молдавія              |                           |                                     |                                             |                                       |
| Місівка (Missowka)                           | 1907                                  | 75                        | 406                                 | Місівка                                     | Яловенський район, Молдавія           |
| Нетуші Вайлер (Netusche Weiler)              | 1926                                  | 15                        |                                     |                                             |                                       |
| Північніше Південного (зруйнований)          | Кагульський район, Молдавія           |                           |                                     |                                             |                                       |
| Ной-Олександрівка (Neu-Alexandrowka)         | 1911                                  | 151                       |                                     |                                             |                                       |
| Північно-західніше Карналіївки (зруйнований) | Білгород-Дністровський район, Україна |                           |                                     |                                             |                                       |
| Ной-Аннівка (Neu-Annowka)                    | 1897                                  | 163                       |                                     |                                             |                                       |
| Фуратівка                                    | Саратський район, Україна             |                           |                                     |                                             |                                       |
| Ной-Арциз (Neu-Arzis)                        | 1824                                  | 849                       | 8                                   | Вишняки                                     | Арцизький район, Україна              |
| Ной-Брінне (Neu-Brienne)                     | 1934                                  | 149                       |                                     |                                             |                                       |
| Південніше Арциза (зруйнований)              | Арцизький район, Україна              |                           |                                     |                                             |                                       |
| Ной-Бородіно (Neu-Borodino)                  | 1920                                  | 282                       |                                     |                                             |                                       |
| Євгенівка (зруйнований)                      | Тарутинський район, Україна           |                           |                                     |                                             |                                       |
| Ной-Денневиць (Neu-Dennewitz)                | 1913                                  | 175                       | 27                                  | Світлий                                     | Гагаузія, Молдавія                    |
| Ной-Ельфт (Neu-Elft)                         | 1825                                  | 985                       | 33                                  | Новоселівка                                 | Арцизький район, Україна              |
| Ной-Фріденсталь (Neu-Friedenstal)            | 1922                                  | 116                       |                                     |                                             |                                       |
| Новосвітнє                                   | Арцизький район, Україна              |                           |                                     |                                             |                                       |
| Ной-Йозефсдорф (Neu-Josefsdorf)              | 1923                                  | 95                        |                                     |                                             |                                       |
| Тарутинський район, Україна                  |                                       |                           |                                     |                                             |                                       |
| Ной-Курені ( " " Neu-Kureni " " )            | 1914                                  | 121                       | 7                                   | Частина Костянтинівки                       | Каушанський район, Молдавія           |
| Ной-Маріївка (Neu-Mariewka)                  | 1922                                  | 168                       | 7                                   | Північніше Верхній Мар'янівки (зруйнований) | Каушанський район, Молдавія           |
| Ной-Матільдендорф (Neu-Mathildendorf)        | 1907                                  | 321                       |                                     |                                             |                                       |
| Новосілка                                    | Тарутинський район, Україна           |                           |                                     |                                             |                                       |
| Ной-Миколаївка (Neu-Nikolajewka)             | 1889                                  | 573                       | 32                                  | Аненій-Ной                                  | Новоаненський район, Молдавія         |
| Ной-Одеса (Neu-Odessa)                       | 1879                                  | 88                        | 5                                   | Забари                                      | Саратський район, Україна             |
| Ной-Онести (Neu-Onesti)                      | 1890                                  | 324                       | 3                                   | Північна частина Онешты                     | Хинчештський район, Молдавія          |
| Ной-Паріс (Neu-Paris)                        | 1910                                  | 500                       |                                     |                                             |                                       |
| Гай                                          | Арцизький район, Україна              |                           |                                     |                                             |                                       |
| Ной-Посталь (Neu-Postal)                     | 1864                                  | 383                       | 6                                   | Долинівка                                   | Білгород-Дністровський район, Україна |
| Ной-Сарата (Neu-Sarata)                      | 1890                                  | 570                       | 15                                  | Нова Сарата                                 | Лівський район, Молдавія              |
| Ной-Саймені (Neu-Seimeni)                    | 1921                                  | 119                       | 2                                   | Садове                                      | Білгород-Дністровський район, Україна |
| Ной-Стрімба (Neu-Strymba)                    | 1860                                  | 479                       | 300                                 | Гринауці                                    | Ришканський район, Молдавія           |
| Ной-Тарутіне (Neu-Tarutino)                  | 1906                                  | 411                       | 7                                   | Нове Тарутине                               | Тарутинський район, Україна           |
| Нойфалль (Neufall)                           | 1867                                  | 240                       | 11                                  | Вільне                                      | Білгород-Дністровський район, Україна |
| Нуссталь (Nusstal)                           | 1925                                  | 30                        |                                     | Хиртоп                                      | Тараклійський район, Молдавія         |
|                                              | 1916                                  | 160                       |                                     | Південне Шевченкове (зруйнований)           | Кілійський район, Україна             |
| Паріс (Paris)                                | 1816                                  | 1614                      | 103                                 | Веселий Кут                                 | Арцизький район, Україна              |
| Парушівка (Paruschowka)                      | 1921                                  | 180                       | 4                                   | Північно-західніше Мусаїту                  | Тараклійський район, Молдавія         |
| Павлівка (Pawlowka)                          | 1888                                  | 195                       |                                     | Північно-західніше Благодатного             | Білгород-Дністровський район, Україна |
| Петерсталь (Peterstal)                       | 1873                                  | 122                       | Більшість                           | Петровськ                                   | Тарутинський район, Україна           |
| Фараонівка (Pharaonowka)                     | 1899                                  | 11                        | Більшість                           | Фараонівка                                  | Саратський район, Україна             |
| Філіпування (Philippowka)                    | 1914                                  | 41                        |                                     | Схід Бородина (зруйнований)                 | Тарутинський район, Україна           |
| Плоцьк (Plotzk)                              | 1839                                  | 325                       |                                     | Плоцьк                                      | Арцизький район, Україна              |
| Помасан (Pomasan)                            | 1911                                  | 182                       | 8                                   | Помазани                                    | Ізмаїльський район, Україна           |
| Попасдру (Popasdru)                          | 1922                                  | 169                       |                                     | Попаздра                                    | Білгород-Дністровський район, Україна |
| Ройлінген (Reulingen)                        | 1890                                  | 115                       | 420                                 | Юріївка                                     | Тарутинський район, Україна           |
| Рорбах (Rohrbach)                            | 1887                                  | 540                       |                                     | Романівка                                   | Лівський район, Молдавія              |
| Романівка (Romanowka)                        | 1895                                  | 142                       | 7                                   | Романівка                                   | Білгород-Дністровський район, Україна |
| Розенфельд (Rosenfeld)                       | 1890                                  | 112                       |                                     | Розівка                                     | Саратський район, Україна             |
| Розенталь (Rosental)                         | 1923                                  | 94                        |                                     | Колібабівка                                 | Лівський район, Молдавія              |
| Ришкановка (Ryschkanowka)                    | 1865                                  | 374                       | 22                                  | Ришкани                                     | Ришканський район, Молдавія           |
| Зангерівка (Sangerowka)                      | 1898                                  | 372                       |                                     | Новомихайлівка                              | Татарбунарський район, Україна        |
| Сарата (Sarata)                              | 1822                                  | 2139                      | 739                                 | Сарата                                      | Саратський район, Україна             |
| Сарацика Вайлер (Sarazika Weiler)            | 1889                                  | 28                        | 8                                   | Нова Плахтіївка                             | Саратський район, Україна             |
| Сарьяри (Sarjari)                            | 1860                                  | 319                       | 600                                 | Жовтий Яр                                   | Татарбунарський район, Україна        |
| Шаболат (Schabolat)                          | 1840                                  | 303                       | 2                                   | Північно-західна частина Беленького         | Білгород-Дністровський район, Україна |
| Шольтой (Scholtoi)                           | 1865                                  | 286                       | 23                                  | Шолтоая                                     | Фалештський район, Молдавія           |
| Сеймени (Seimeny)                            | 1867                                  | 597                       | 32                                  | Семенівка                                   | Білгород-Дністровський район, Україна |
| Софієнталь (Sofiental)                       | 1863                                  | 416                       | 23                                  | Софіївка                                    | Білгород-Дністровський район, Україна |
| Софіївка (Sofiewka)                          | 1892                                  | 866                       | 48                                  | Софіївка                                    | Тараклійський район, Молдавія         |
| Станхопка (Stanhopka)                        | 1899                                  | 73                        | 12                                  | Захід Плахтіївки (зруйнований)              | Саратський район, Україна             |
| Страсбург I (Strassburg I)                   | 1878                                  | 238                       | 8                                   | Полянка                                     | Білгород-Дністровський район, Україна |
| Страсбург II (Strassburg II)                 | 1920                                  | 373                       | 74                                  | Зелене                                      | Білгород-Дністровський район, Україна |
| Стрімбені (Strymbeni)                        | 1881                                  | 498                       | 7                                   | Стримбени                                   | Хинчештський район, Молдавія          |
| Тамурка (Tamurka)                            | 1895                                  | 88                        |                                     | Північний захід Введенки (зруйнований)      | Саратський район, Україна             |
| Тарутіно (Tarutino)                          | 1814                                  | 3746                      | 2151                                | Тарутіне                                    | Тарутинський район, Україна           |
| Теплітц (Teplitz)                            | 1817                                  | 2498                      | 234                                 | Теплиця                                     | Арцизький район, Україна              |
| Чемчеллі (Tschemtschelly)                    | 1862                                  | 435                       | 22                                  | Лугове                                      | Саратський район, Україна             |
| Чілігідер (Tschiligider)                     | 1884                                  | 224                       | 34                                  | Новоселівка                                 | Саратський район, Україна             |
| Унтер-Альбота (Unter-Albota)                 | 1919                                  | 181                       | 420                                 | Верхня Албота                               | Тараклійський район, Молдавія         |
| Вишневка (Wischniowka)                       | 1906                                  | 881                       | 479                                 | Вишневка                                    | Кантемирський район, Молдавія         |
| Віттенберг (Wittenberg)                      | 1815                                  | 1451                      | 63                                  | Малоярославець Перший                       | Тарутинський район, Україна           |

## Колишні німецькі діаспори в поселеннях Бессарабії
Деякі бессарабські німці жили як меншості у міських і сільських поселеннях Бессарабії до 1940 року. У наступному списку наведено назви місць, кількість жителів німецького походження (від 40 осіб) та не німецьких жителів у 1940 році:
| Назва       | Німецьке населення (1940) | Не німецьке населення (1940) |
| ----------- | ------------------------- | ---------------------------- |
| Аккерман    | 97                        | 28000                        |
| Бендери     | 80                        | 31700                        |
| Кишинів     | 120                       | 120000                       |
| Будаки      | 43                        | 2000                         |
| Татарбунари | 45                        | 11453                        |
| Романівка   | 374                       | 4783                         |
| Оланешть    | 55                        | 7622                         |
| Хінчешти    | 153                       | 5000                         |
| Раскаеці    | 56                        | 3260                         |
| Шабо        | 113                       | 6538                         |
| Конгаз      | 48                        | ?                            |
| Леова       | 80                        | 6495                         |
| Манзир      | 76                        | 3600                         |
| Чимишлія    | 45                        | 7300                         |